# Seminatore d'oro

Tommaso Maestrelli con il "Seminatore d'oro"

Il Seminatore d'oro è stato un premio calcistico assegnato annualmente dalla FIGC all'allenatore che si è più distinto nel corso della stagione agonistica.

## Storia
La prima edizione si è svolta al termine del campionato 1955-1956. Successivamente, il premio è stato diviso in cinque categorie. La statuetta d'oro era il massimo riconoscimento per il miglior allenatore; la medaglia d'oro per i migliori allenatori di Serie B, Serie C, Serie D e Lega Dilettanti; la targa d'oro per gli allenatori giovanili; i premi speciali per gli arbitri; la targa Leone Boccali per il miglior giornalista sportivo.
Dopo una pausa di due anni (nel 1980 e 1981), il Seminatore d'oro è stato assegnato dall'Istituto Nazionale delle Assicurazioni (INA, da qui la nuova denominazione Seminatore INA) sotto il patrocinio del CONI per alcuni anni, salvo poi scomparire dopo la trentaduesima edizione. Dal 1990 il premio è stato sostituito dalla Panchina d'oro.
Ferruccio Valcareggi, Tommaso Maestrelli, Nils Liedholm, Giovanni Trapattoni ed Arrigo Sacchi sono i cinque allenatori ad aver conquistato in due occasioni tale premio.

## Albo d'oro
- 1955-56: Fulvio Bernardini -  Fiorentina
- 1956-57: Ferruccio Valcareggi -  Prato
- 1957-58: Amedeo Amadei -  Napoli
- 1958-59: Luigi Del Grosso -  Reggiana
- 1959-60: Eraldo Monzeglio -  Sampdoria
- 1960-61: Roberto Lerici -  Lanerossi Vicenza
- 1961-62: Edmondo Fabbri -  Mantova
- 1962-63: Nereo Rocco -  Milan
- 1963-64: Oronzo Pugliese -  Foggia
- 1964-65: Arturo Silvestri -  Cagliari
- 1965-66: Giuseppe Chiappella[3] -  Fiorentina

- 1966-67: Manlio Scopigno -  Cagliari
- 1967-68: Carmelo Di Bella -  Palermo
- 1968-69: Tommaso Maestrelli -  Foggia
- 1969-70: Bruno Pesaola -  Fiorentina
- 1970-71: Giulio Corsini -  Atalanta
- 1971-72: Čestmír Vycpálek -  Juventus
- 1972-73: Ferruccio Valcareggi -  Italia
- 1973-74: Tommaso Maestrelli -  Lazio
- 1974-75: Nils Liedholm -  Roma
- 1975-76: Luigi Radice -  Torino
- 1976-77: Giovanni Trapattoni -  Juventus

- 1977-78: Giovan Battista Fabbri -  Lanerossi Vicenza
- 1978-79: Ilario Castagner -  Perugia
- 1982: Enzo Bearzot -  Italia
- 1983: Nils Liedholm -  Roma
- 1984: Osvaldo Bagnoli -  Verona
- 1985: Giovanni Trapattoni -  Juventus
- 1986: Azeglio Vicini -  Italia under 21
- 1987: Ottavio Bianchi -  Napoli
- 1988: Arrigo Sacchi -  Milan
- 1989: Arrigo Sacchi -  Milan
- 1990: Dino Zoff -  Juventus